# Öjarssjön
Öjarssjön är en sjö i Strömsunds kommun i Jämtland och ingår i Indalsälvens huvudavrinningsområde. Sjön har en area på 5,23 kvadratkilometer och ligger 434,3 meter över havet. Sjön avvattnas av vattendraget Öjån.
Trots sjöns ringa storlek innehåller den ett 60-tal större och mindre öar och holmar.
Vid sjöns strand ligger byn Öjarn. Sjön är tämligen grund. Det största uppmätta djupet är 16 meter.

## Delavrinningsområde
Öjarssjön ingår i delavrinningsområde (709483-146230) som SMHI kallar för Utloppet av Öjarssjön. Medelhöjden är 478 meter över havet och ytan är 38,76 kvadratkilometer. Räknas de 24 avrinningsområdena uppströms in blir den ackumulerade arean 170,24 kvadratkilometer. Öjån som avvattnar avrinningsområdet har biflödesordning 3, vilket innebär att vattnet flödar genom totalt 3 vattendrag innan det når havet efter 260 kilometer. Avrinningsområdet består mestadels av skog (53 procent) och sankmarker (27 procent). Avrinningsområdet har 5,23 kvadratkilometer vattenytor vilket ger det en sjöprocent på 13,5 procent.